# Bade Pokharan
Bade Pokharan – wieś w Indiach położona w stanie Maharasztra, w dystrykcie Thane, w tehsilu Dahanu.
Według spisu ludności Indii z 2011 roku, w Bade Pokharan znajduje się 378 gospodarstw domowych, które zamieszkuje 1686 osób.